# Stortjärnen (Voxna socken, Hälsingland, 681601-147912)
Stortjärnen är en sjö i Ovanåkers kommun i Hälsingland och ingår i Ljusnans huvudavrinningsområde.